# Pascal Aubier
Pour les articles homonymes, voir Aubier (homonymie).
Pascal Aubier est un acteur, réalisateur, scénariste, monteur et producteur de cinéma français né le 7 janvier 1943 dans le 15e arrondissement de Paris (France) et mort le 5 avril 2025 dans le 6e arrondissement de Paris.

## Biographie
Pascal Aubier est le fils de la comédienne Zanie Campan et de Jean Aubier.
En 2020, le livre Le Dormeur de Didier da Silva, paru chez Marest éditeur, retrace son parcours.

## Filmographie

### Acteur

#### Cinéma
- 1958 : Faibles femmes de Michel Boisrond
- 1964 : Lucky Jo de Michel Deville
- 1964 : La Bagnole, court métrage de José Varela
- 1965 : Pierrot le fou de Jean-Luc Godard : le frère n° 2
- 1966 : Chappaqua
- 1967 : Mamaia de José Varela : le manager
- 1968 : La Fille d'en face de Jean-Daniel Simon : Georges
- 1969 : Bye bye, Barbara de Michel Deville : Raphaël
- 1969 : Sirocco d'hiver (Sirokkó) de Miklós Jancsó : Tihomir
- 1969 : L'Examen du petit
- 1969 : La Bande à Bonnot de Philippe Fourastié : Eugène Dieudonné
- 1971 : Valparaiso, Valparaiso
- 1972 : Le Soldat et les Trois Sœurs
- 1979 : Rien ne va plus de Jean-Michel Ribes : client d'hôpital, voyageur du métro, Jean-Gabriel
- 1980 : Bobo la tête : l'officier
- 1980 : Ma blonde, entends-tu dans la ville ? de René Gilson : syndicaliste
- 1981 : Le Rat
- 1982 : Tokyo no yami (Laissé inachevé à Tokyo) d'Olivier Assayas
- 1983 : Debout les crabes, la mer monte ! de Jean-Jacques Grand-Jouan : le maton
- 1984 : Les Favoris de la lune d'Otar Iosseliani : Monsieur Laplace
- 1986 : Les Petits coins
- 1987 : Hôtel du Paradis de Jana Boková : Jefe de camareros
- 1987 : Cinématon #903 de Gérard Courant
- 1988 : La Trajectoire amoureuse
- 1989 : Mona et moi de Patrick Grandperret
- 1990 : Le Bal du gouverneur de Marie-France Pisier : le gardien du phare
- 1991 : Sushi Sushi de Laurent Perrin : Schlumpelmeyer
- 1991 : Le Rescapé d'Okacha Touita
- 1992 : La Chasse aux papillons d'Otar Iosseliani
- 1994 : La Mort de Molière (vidéo) : Chapelle
- 1999 : Le Cri des hommes : le commissaire Péron
- 2000 : Amnesia : French Suitor
- 2002 : Lundi matin d'Otar Iosseliani : un cosaque
- 2006 : Un jardin d'automne : Alphonse

#### Télévision
- 1982 : Rock: L'impresario Guzzi Smith
- 1988 : Hemingway
- 1995 : Les Femmes et les enfants d'abord: Max Theniez

#### À noter
Pascal Aubier dans son site officiel, a rajouté avec humour dans sa filmographie les titres suivants : 
- 1925 : Cuirassé Potemkine de Serguei Eisenstein (le bébé dans le landau) ;
- 1939 : Autant en emporte le vent de Victor Fleming

### Réalisateur
- 1965 : Tenebrae factae sunt
- 1968 : Monsieur Jean-Claude Vaucherin
- 1969 : Le Voyage de Monsieur Guitton
- 1969 : Arthur, Arthur
- 1971 : Valparaiso, Valparaiso
- 1972 : Le Soldat et les Trois Sœurs
- 1974 : Puzzle
- 1974 : Le Dormeur
- 1974 : La Champignonne
- 1973 : La Mort du rat
- 1975 : Le Chant du départ
- 1986 : L'Apparition
- 1986 : Les Petits coins
- 1987 : La Sauteuse (de l'ange)
- 1986 : La Cendre
- 1985 : Flash back
- 1988 : La Trajectoire amoureuse
- 1991 : Alice et les Abysses
- 1995 : Le Fils de Gascogne
- 1999 : Lipstick
- 2000 : Come On
- 2007 : La Ballade du transsibérien et de la petite Sophie de France

### Scénariste
- 1965 : Tenebrae factae sunt
- 1968 : Monsieur Jean-Claude Vaucherin
- 1969 : Arthur, Arthur
- 1971 : Valparaiso, Valparaiso
- 1975 : La Mort du rat
- 1986 : L'Apparition
- 1986 : Les Petits coins
- 1987 : La Sauteuse (de l'ange)
- 1988 : La Trajectoire amoureuse

### Producteur
- 1973 : L'Agression
- 1968 : Marie et le Curé de Diourka Medveczky
- 1969 : L'Espace vital de Patrice Leconte (court-métrage)
- 1969 : Dossier Penarroya, les deux visages du trust de Dominique Dubosc (court-métrage)
- 2000 : Come On

### Monteur
- 1968 : Monsieur Jean-Claude Vaucherin

### Assistant réalisateur
- 1967 : Mamaia de José Varela

## Distinctions

### Distinctions
- Prix Jean-Vigo 1973[4]